# Вальярино, Рикардо
Рика́рдо Вальяри́но (исп. Ricardo Vallarino; 3 апреля 1893 — 14 ноября 1956) — уругвайский футбольный арбитр. Судил матчи на чемпионат Южной Америки в 1917, 1921, 1922, и 1925 годах, работал в качестве главного арбитра на матче первого чемпионата мира между сборными Парагвая и Бельгии.